# السمفونية الثالثة (لياتوشينسكي)

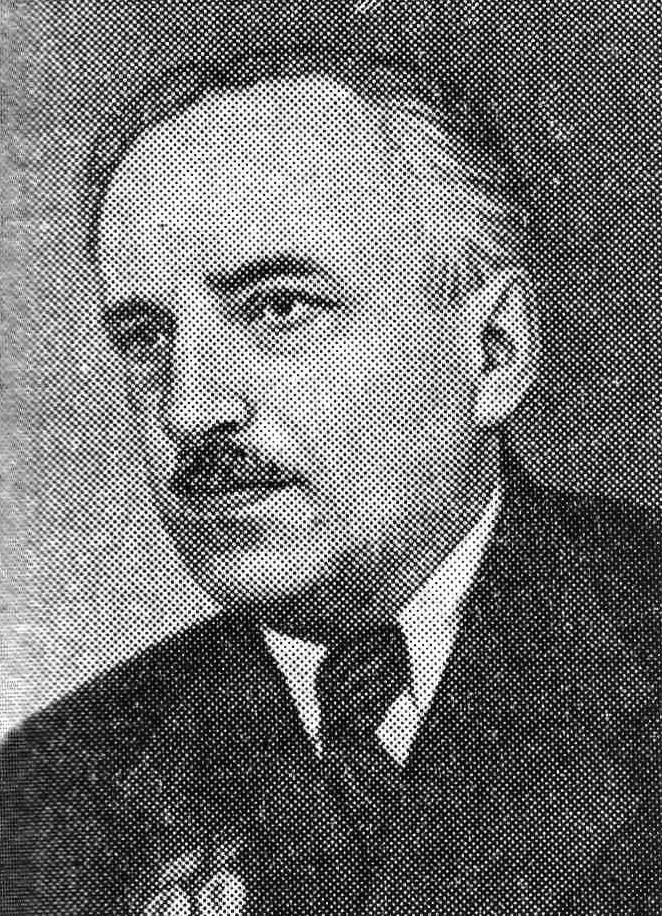
اضطر بوريس لياتوشينسكي إلى إعادة صياغة عمله لأسباب أيديولوجية.

السمفونية الثالثة من سلم سي الصغير هي سمفونية كتبها الملحن الأوكراني بوريس لياتوشينسكي، وقدمها لأول مرة في 23 أكتوبر 1951 في كييف من خلال أوركسترا كييف الفيلهارمونية، بقيادة ناتان راكلين، في حفلة من حفلات مجلس اتحاد الملحنين الأوكراني. واجهت السمفونية انتقادات كثيرة على أسس أيديولوجية، واضطر لياتوشينسكي إلى إعادة صياغة السمفونية، وكان أول عرض للسمفونية بعد التعديل في عام 1955.

## اضهاد الملحن وصياغة السمفونية
رحب الجمهور ترحيبًا حارًا بالسمفونية في العرض الأول لها وفقًا لمذكرات المعاصرين، لكن بعد وقت قصير من عرضها أدان اتحاد الملحنين الأوكراني في اجتماع مع مسؤولين من موسكو، وهما كوفال وزاخاروف اللذان وصفا العمل بأنه «معاد للناس، وقمامة يجب حرقها».
كانت أسباب الإدانة الحقيقية واضحة بعد ذلك؛ فالسمفونية التي كتبها لياتوشينسكي بعد فترة وجيزة من الحرب العالمية الثانية احتوت على نقش يقول: «السلام سينتصرعلى الحرب». لقد كانت خاتمة السمفونية في النسخة الأصلية بعيدة كل البعد عن الانتصار، لقد كانت مأساوية. T لم يفهم المسؤولون قصد الملحن من النقش، وبدلًا من اعتباره سوفيتي مؤيد للحرب، اعتبروه برجوازيًا مسالمًا.
في مذكراته عن بوريس لياتوشينسكي، كتب الملحن أناتولسكي ما يلي: «في الخمسينيات من القرن الماضي في كييف، وفي إحدى الجلسات الموسيقية عُرضت السمفونية، وكان انطباعي عن عرضها الأول قاتمًا بعض الشيء، وتخيلت الملحن كشخص منعزل، وصارم، وكئيب».
اضطر لياتوشينسكي بعد الاننتقادات إلى إعادة صياغة السمفونية من أجل الحفاظ عليها، وقد استبدل خاتمة السمفونية بأخرى متشبعة بالنصر والتفاؤل. عُرضت السمفونية لأول مرة بعد إعادة صياغتها في لينينغراد عام 1955 بقيادة إيفجيني مرافينسكي. وافق المسؤولون في الاتحاد السوفيتي على السمفونية، ولم يعد بعدها أحد في كييف قادرًا على توجيه الانتقادات للعمل أو الملحن. كانت السلطة التي يتمتع بها مرافينسكي نوعًا من الدفاع عن العمل. بعد أداء السمفونية في إصدارها الجديد، تغير الموقف تجاهها فجأة، وأصبحت من الأعمال المهمة في تاريخ الموسيقى السمفونية في أوكرانيا.
استمر عرض السمفونية في شكلها الجديد لعقود إلى أن انتهى عصر الرقابة الأيدولوجي بعد انهيار الاتجاد السوفيتي.

## تحليل العمل
يصف ميكولا جورديتشوك هذا العمل بالدراما السمفونية، ويظهر ذلك من خلال المحتوى الفني للعمل نفسه وفكرته التكوينية. يطبق لياتوشينسكي باستمرار مبدأ في الموسيقى الكلاسيكية يسمة الفكرة الموجهة أو الزاهية «لايت موتيف - leitmotif». ترتبط أجزاء العمل ارتباطًا وثيقًا ببعضهم بسبب القرب الداخلي للعناصر المكونة للموضوع الرئيسي.
يستخدم المؤلف، بالإضافة إلى ذلك، البوليفونية لتقديم مادة الموضوع وكشفها على نطاق واسع: يظهر الكونترابنط، وهو نوع من البوليفونية، كا يظهر الكانن، وهو تكوين كونتربنتالي يوظف لحنًا مع تقليد واحد أو أكثر للحن ويؤدى بعد مدة معينة. لا يستخدم الملحن البوليفونية في التفاعل فقط، بل يستخدمها في عرض أقسام الموسيقى أيضًا.
حضرت الموسيقى الوطنية الأوكرانية بقوة في العمل، وهي مكون مهم جدًا في هذا العمل. الموضوعات العُقدية هي الفكرة المهيمنة للسمفونية، وتمتد جذورها إلى مصادر فولكلورية محددة، وهي ليست اقتباسات، ولكنها انطباعاتا لمؤلف الموسيقية وتأملاته عنها.
السمفونية الثالثة هي السمفونية الوحيدة في أعمال لياتوشينسكي التي تتكون من أربعة أجزاء، أما كل سمفونياته الأخرى تتكون من ثلاثة أجزاء.